# Shel Dorf
Sheldon Dorf, dit Shel Dorf (né à Détroit le 5 juillet 1933 et mort à San Diego le 3 novembre 2009) est une personnalité de bande dessinée américaine. Il fut lettreur, éditeur scientifique d'albums reprenant des comic strips, a interviewé des auteurs de comics pour des revues et a créé le Comic-Con de San Diego en 1970. Il a  reçu le prix Inkpot en 1975.